# Can Duran (Sant Pere de Ribes)
Can Duran és una obra del municipi de Sant Pere de Ribes (Garraf) protegida com a bé cultural d'interès local.

## Descripció
Can Duran és un edifici aïllat, envoltat de jardí, que se situa entre la plaça de l'Església i els carrers Eduard Maristany i Doctor Puig. Té planta baixa, pis golfes i coberta de teulada a quatre vessants. La façana principal que dona a la plaça de l'Església mostra una estructura simètrica respecte a un eix central; un porxo sostingut per columnes dobles dona accés a la porta principal i serveix de base a la terrassa superior envoltada per una barana de balustres. La façana posterior presenta una distribució similar però no té porxo, que si apareix, en canvi, a la façana que dona al carrer E. Maristany. Totes les obertures de planta i pis són rectangulars. Una línia d'imposta perimetral assenyala el pas a les golfes, que mostren obertures circulars, amb excepció de la que centra la façana principal que és rombal. També en aquest eix central, el ràfec sobresortint de maó que corona l'edifici és trencat per un cos esglaonat elevat on se situa una imatge del Sagrat Cor en rajola.

## Història
L'edifici de Can Duran fou construït entorn de 1920. Actualment ha perdut la seva funció original de primera residència.